# أنديرس أوقست
أنديرس أوقست (بالدنماركية: Anders August) هو كاتب سيناريو دنماركي، ولد في 15 يونيو 1978 في كوبنهاغن في الدنمارك.

## وصلات خارجية
- أنديرس أوقست على موقع IMDb (الإنجليزية)
- أنديرس أوقست على موقع ألو سيني (الفرنسية)
- أنديرس أوقست على موقع أول موفي (الإنجليزية)
- أنديرس أوقست على موقع قاعدة بيانات الأفلام السويدية (السويدية)
- أنديرس أوقست على موقع قاعدة بيانات الفيلم (الإنجليزية)
- أنديرس أوقست على موقع كينوبويسك (الروسية)